# 工會法 (中華民國)
《工會法》，是中華民國最基礎的工會法律，主要是「為促進勞工團結，提升勞工地位及改善勞工生活」而制定（根據該法第1章第1條）。民國18年（1929年）11月1日公布實施，現行修正版本2022年11月30日修正公布，2023年1月16日施行。

## 外部連結
- 中華民國《工會法》（繁體中文）（英文） （页面存档备份，存于）- 全國法規資料庫 - 中華民國法務部